# Oraiokastro
Oraiokastro (Grieks: Ωραιόκαστρο) is sedert 2011 een fusiegemeente (dimos) in de Griekse bestuurlijke regio (periferia) Centraal-Macedonië.
De drie deelgemeenten (dimotiki enotita) van de fusiegemeente zijn:
- Kallithea (Thessalonikis) (Καλλιθέα of Καλλιθέα Θεσσαλονίκης)
- Mygdonia (Μυγδονία)
- Oraiokastro (Ωραιόκαστρο)